# Tom Davies (Fußballspieler, 1998)
Thomas „Tom“ Davies (* 30. Juni 1998 in Liverpool) ist ein englischer Fußballspieler, der bei Sheffield United unter Vertrag steht.

## Vereinskarriere

### FC Everton
Tom Davies ist der Neffe des ehemaligen Fußballspielers Alan Whittle, welcher in den 1970er Jahren beim FC Everton aktiv war. Im Alter von elf Jahren wechselte Davies selbst zum Verein aus Liverpool, nachdem er zuvor in Jugendmannschaften der Tranmere Rovers gespielt hatte. Nachdem er die Jugendakademie abgeschlossen hatte, spielte er regelmäßig in der U21-Evertons und unterschrieb am 30. September 2015 seinen ersten Profivertrag bei den Toffees. Davies' starke Form bei der U21 wurde auch vom Trainer der Profimannschaft Roberto Martínez bemerkt, welcher ihn am 16. April 2016 mit seinem Debüt in der Premier League belohnte. Beim 1:1-Unentschieden gegen den FC Southampton wurde er in der 83. Minute für Darron Gibson ins Spiel gebracht. Nachdem Roberto Martínez nach dem Saisonende 2015/16 entlassen worden war, bestritt der 17-jährige Davies unter seinem Nachfolger David Unsworth seinen ersten Einsatz in der Startformation Evertons. Nach seiner starken Leistung beim 3:0-Sieg über Norwich City, wurde er nach dem Spiel zum Man of the Match gewählt. Diese beiden Einsätze blieben seine einzigen in der Saison 2015/16.
Davies pendelte in der folgenden Saison 2016/17 bis zum Jahreswechsel zwischen Bank bei den Profis und U23. Er kam bis Ende 2016 zu 5 Kurzeinsätzen in der Premier League. Nachdem er kurz vor Ende der Hinrunde nach Einwechslungen starke Leistungen gezeigt hatte, durfte er sich am 2. Januar 2017 gegen den FC Southampton zum ersten Mal in der Saison in der Startformation beweisen. Er zahlte dieses ihm gegebene Vertrauen mit einem Assist beim 3:0-Sieg zurück. Ihm nächsten Spiel gegen Manchester City erzielte er bereits seinen ersten Treffer im Profifußball, als er beim überraschenden 4:0-Heimsieg gegen die Citizens in der 79. Minute das zwischenzeitliche 3:0 erzielen konnte. Davies wurde nach dem Spiel zum Man of the Match gekürt. Er kam in dieser Saison in 24 Spielen zum Einsatz, in denen er zwei Tore erzielen und drei weitere vorbereiten konnte. Bei Evertons Preisverleihung gewann Davies drei Awards. Von den Fans wurde er in dieser Saison zu Evertons Spieler der Saison gewählt, sein Tor gegen Manchester City zum Tor der Saison und seine Leistung in diesem Spiel zur Performance der Saison.
In der Saison 2017/18 litt Davies zunehmend an der starken Konkurrenz im zentralen Mittelfeld seines Vereins. Everton startete eine Transferoffensive um die Rückkehr ins internationale Geschäft mit Trainer Ronald Koeman zu schaffen. Neben den bereits zuvor im Verein spielenden Idrissa Gueye und James McCarthy, verpflichtete Everton im Laufe der Spielzeit auch Gylfi Sigurðsson, Davy Klaassen, Nikola Vlašić für die Positionen im zentralen Mittelfeld. Dennoch startete man trotz der Millioneninvestitionen schlecht in die Saison. Everton verlor sechs von zwölf Spielen zu Beginn der Saison, in denen Davies hauptsächlich eingewechselt wurde. Trainer Koeman wurde schließlich entlassen und unter seinem Nachfolger Sam Allardyce fand Davies wieder die Form aus der Vorsaison. Im Februar 2018 wurde er vom CIES Football Observatory in der Liste der vielversprechendsten Fußballspieler unter 20 auf Platz 7 gelistet. In diesem Monat bestritt Davies auch seinen 50. Einsatz für Everton.
Am 29. August 2018 durfte Davies, beim 3:1-Pokalsieg gegen Rotherham United, die Toffees zum ersten Mal als Kapitän aufs Spielfeld führen. Mit 20 Jahren und 60 Tagen wurde er zum jüngsten Spieler, welcher jemals die Kapitänsbinde Evertons trug.

### Sheffield United
Seit August 2023 steht er bei Sheffield United unter Vertrag.

## Nationalmannschaft
Davies spielte in sämtlichen Jugendauswahlen Englands, beginnend mit der U16. Er war Kapitän der U17-Englands bei der U-17-Fußball-Weltmeisterschaft 2015 in Chile, in der man bereits in der Gruppenphase scheiterte.